# Giro de Italia 1937
La 25.ª edición del Giro de Italia se disputó entre el 8 y el 30 de mayo de 1937, con un recorrido de 19 etapas, cuatro de ellas dobles, y 3840 km, que el vencedor completó a una velocidad media de 31,365 km/h. La carrera comenzó y terminó en Milán.
Tomaron la salida 93 participantes, de los cuales 41 terminaron la carrera. Este fue el primer Giro de Italia en que se disputó una contrarreloj por equipos.
Gino Bartali, vencedor de cuatro etapas y la clasificación de la montaña, se impuso en la clasificación general del Giro de Italia por segundo año consecutivo.

## Etapas
| Etapa | Recorrido              | Km       | Ganador           | Líder             |
| 1.ª   | Milán-Turín            | 165      | Nello Troggi      | Nello Troggi      |
| 2.ª   | Turín-Acqui Terme      | 148      | Quirino Bernacchi | Quirino Bernacchi |
| 3.ª   | Acqui Terme-Génova     | 158      | Giovanni Valetti  | Giovanni Valetti  |
| 4.ª   | Génova-Viareggio       | 186      | Olimpio Bizzi     | Giovanni Valetti  |
| 5.ªa  | Viareggio-Marina Massa | 60 (CRE) | Legnano           | Gino Bartali      |
| 5.ªb  | Marina Massa-Livorno   | 114      | Olimpio Bizzi     | Giovanni Valetti  |
| 6.ª   | Livorno-Arezzo         | 190      | Giuseppe Olmo     | Giovanni Valetti  |
| 7.ª   | Arezzo-Rieti           | 206      | Marco Cimatti     | Giovanni Valetti  |
| 8.ªa  | Rieti-Terminillo       | 20 (CRI) | Gino Bartali      | Gino Bartali      |
| 8.ªb  | Rieti-Roma             | 152      | Raffaele Di Paco  | Gino Bartali      |
| 9.ª   | Roma-Nápoles           | 250      | Learco Guerra     | Gino Bartali      |
| 10.ª  | Nápoles-Foggia         | 166      | Gino Bartali      | Gino Bartali      |
| 11.ªa | Foggia-San Severo      | 186      | Walter Generati   | Gino Bartali      |
| 11.ªb | San Severo-Campobasso  | 105      | Cesare del Cancia | Gino Bartali      |
| 12.ª  | Campobasso-Pescara     | 258      | Marco Cimatti     | Gino Bartali      |
| 13.ª  | Pescara-Ancona         | 194      | Aldo Bini         | Gino Bartali      |
| 14.ª  | Ancona-Forli           | 178      | Aldo Bini         | Gino Bartali      |
| 15.ª  | Forli-Vittorio Veneto  | 266      | Glauco Servadei   | Gino Bartali      |
| 16.ª  | Vittorio Veneto-Merano | 227      | Gino Bartali      | Gino Bartali      |
| 17.ª  | Merano-Gardone         | 190      | Gino Bartali      | Gino Bartali      |
| 18.ª  | Gardone-San Pellegrino | 129      | Glauco Servadei   | Gino Bartali      |
| 19.ªa | San Pellegrino-Como    | 151      | Marco Cimatti     | Gino Bartali      |
| 19.ªb | Como-Milán             | 141      | Aldo Bini         | Gino Bartali      |

## Clasificaciones
| \| 1. \| Gino Bartali \| Italia \| 122:25:40 \| \| 2. \| Giovanni Valetti \| Italia \| + 8:18s \| \| 3. \| Enrico Mollo \| Italia \| + 17:38s \| \| 4. \| Severino Canavesi \| Italia \| + 21:38s \| \| 5. \| Cesare del Cancia \| Italia \| + 23:18s \| \| 6. \| Walter Generati \| Italia \| + 27:28s \| \| 7. \| Edoardo Molinar \| Italia \| + 30:31s \| \| 8. \| Bernardo Rogora \| Italia \| + 32:07s \| \| 9. \| Ambrogio Morelli \| Italia \| + 48:22s \| \| 10. \| Adriano Vignoli \| Italia \| + 55:19s \| |                   |        |           |
| 1. | Gino Bartali      | Italia | 122:25:40 |
| 2. | Giovanni Valetti  | Italia | + 8:18s   |
| 3. | Enrico Mollo      | Italia | + 17:38s  |
| 4. | Severino Canavesi | Italia | + 21:38s  |
| 5. | Cesare del Cancia | Italia | + 23:18s  |
| 6. | Walter Generati   | Italia | + 27:28s  |
| 7. | Edoardo Molinar   | Italia | + 30:31s  |
| 8. | Bernardo Rogora   | Italia | + 32:07s  |
| 9. | Ambrogio Morelli  | Italia | + 48:22s  |
| 10. | Adriano Vignoli   | Italia | + 55:19s  |

| \| 1. \| Gino Bartali \| Italia \| - \| \| 2. \| Enrico Mollo \| Italia \| - \| \| 3. \| Luigi Barral \| Italia \| - \| |              |        |   |
| 1. | Gino Bartali | Italia | - |
| 2. | Enrico Mollo | Italia | - |
| 3. | Luigi Barral | Italia | - |

| \| 1. \| Frejus \| Italia \| FRE \| - \| |        |        |     |   |
| 1.                                       | Frejus | Italia | FRE | - |